# Андріївка (Бердянський район)
Андрі́ївка  — селище в Україні, у Бердянському районі Запорізької області. Населення становить 2765 осіб (01.01.2018).

## Географічне розташування
Селище міського типу Андріївка знаходиться на березі річки Кільтиччя в місці впадання в неї річки Комишувата, нижче за течією примикає село Успенівка.
Відстань до райцентру становить близько 44 км і проходить автошляхом місцевого значення.

## Історія
Андріївку заснували на казенних землях у 1808 року. Село засновано переселенцями — козацькими родинами із сіл Городище, Красне, Митченки, Обмачево і Тиниці Конотопського повіту Чернігівської губернії, що підтверджується "Відомістю про козаків Конотопського повіту, сіл Обмачево, Городище, Митченки, Красного та Тиниці, які побажали переселитися до Таврійської губернії Мелітопольського повіту.
Метричні книжки Андріївської Покровської церкви, починаючи з 1810 року (в зазначеному році церква була освячена) підтверджують, що козацькі родини із сіл Городище, Красне, Митченки, Обмачево і Тиниці Конотопського повіту, дійсно проживали в заснованому ними селі Андріївка.
В книзі Гермогена згадуються дві Андріївки (під номером 6 на річці Буртичія або Кільтичія, завнована в 1861 році болгарами і під номером 24, заснована в 1810 році на річці Водяній, і про обидві він напсав, що вони засновані "на місці ногайського аулу Конжегали")
Твердження архієпископа Гермогена, що на місці заснування села був ногайський аул помилкове. Хоча і не виключається що ногайці, в осінньо-зимовий період «розбивали» в районі річки Кільтиччя і її приток, стойбище. Аулу з назвою «Канджегали», серед аулів орд нагайців, яких Г. Потьомкін поселив у 90-і роки XVIII століття на Молочних водах (території між річками Берда, Конка і Молочка), не було.
Поряд із Андріївкою були ногайські поселення Єдичкульської орди Айтамагли (нині с. Софіївка), Канджегали (село Андрівка), Шаншекли (с. Трояни), Югартамгали (с. Дмитрівка), Каясууглу (с. Палаузовка) та Алтоул (с. Новотроїцьке).
Зазначене підтверджується у повідомленні Таврійської вченої архівної комісії (м. Сімферополь, 1912 р. «Ногайці на Молочних водах (1790—1832 рр.). Історичний очерк Олександра Сергеєва. Можна допустити, що дослідників матеріалів про с. Андріївку привело до помилкових висновків, щодо місця його заснування, співзвучність розташованих в одному регіоні сіл Андрівка і Андріївка, перше з яких, дійсно було засновано у 1862 р. на місці ногайського аулу Канжегали.» 
Названо село Андріївка на честь одного із першопоселенців Андрія Андрійовича Дерев'янко (у метричній книжці церкви святої Великомучениці Варвари, села Митченки Конотопського повіту Чернігівської губернії, його і його батька, прізвище дещо інше — Дерев'янченко). Про це повідомляє автор, який розмістив статтю про село Андріївка в газеті «Таврійські губернські відомості» від 10 жовтня 1864 р., посилаючись на старожилів села.
Прізвище А. Дерев'янко і його родини було у списках козацьких родин зазначених вище населених пунктів Конотопського повіту Чернігівської губернії, які у 1807 р. виявили бажання переселитися в Таврійську губернію.
Тому є доказові підстави стверджувати, що А. Дерев'янко ніякого відношення до Полтавської губернії не мав.
На час реформи 1861 року Андріїка вважалася одним з найбільших волосних сіл Північної Таврії. Тут налічувалося 905 дворів, проживало 7262 мешканці, у тому числі 3787 осіб чоловічої статі. Село забудовувалося невеликими мазанками чи складеними з саману хатами, безладно розкиданими вздовж кривих, вузьких вулиць.
Медичної служби майже не було. 1879 земські повітові збори ухвалили збудувати в Андріївці лікарню. Минуло ще 20 років, доки її спорудили й відкрили. В цій лікарні на 20 ліжок працював 1 лікар, чотири фельдшери, акушерка. Лікарня обслуговувала округу з населенням 23 тис. чоловік. У 1899 році на акушерському пункті приймали тільки 2 % новонароджених. Тому з 515 померлих у цьому році 317 становили діти, серед яких 223 — віком до одного року.
У селі було два однокласних міністерських училища, відкритих у 1849 і 1874 рр., які в 1874/75 навчальному році відвідувало 119 дітей, з них 8 дівчаток. 1889 року тут відкрили два земські однокласні народні училища, а 1897—1898 рр.— ще два. У 1889/1890 навчальному році в них налічувалося 634 дітей, але ще 1085 хлопчиків і дівчаток лишалися поза школою.
Дебати про будівництво в селі земського училища на зборах Бердянського повітового земства тривали близько 10 років. Лише 1908 року його спорудили на кошти сільського кредитно-ощадного товариства. Але тут могли навчатися тільки діти заможних батьків — основних пайовиків товариства. На 1908 рік у селі працювало 11 шкіл, навчалося 840 дітей, з них 230 дівчаток.
1914 року в Андріївці налічувалося 1618 дворів і проживало 16 337 мешканців. В селі працювало 5 крамниць.
З 1917 — у складі УНР. До 1921 тут були органи самоуправління армії Нестора Махна.
Під час організованого радянською владою Голодомору 1932—1933 років померло щонайменше 297 жителів селища, серед яких низка болгарських родин.
Сталінські війська втекли з Андріївки 6 жовтня 1941 року, а 1943 повернулися. З 1991 — у складі незалежної України.
12 жовтня 2014 року у селищі невідомі завалили пам'ятник Леніну.
3 квітня 2022 через повномасштабне російське вторгнення росії в Україну селище було окуповане[джерело?].

## Адміністративна історія
Андріївка була центром Андріївського району, що був утворений 1935 року в складі Дніпропетровської області. 10 січня 1939 року Андріївський район переданий до складу Запорізької області. 30 грудня 1962 року район скасовано.

## Населення
Етнічний склад у 2000 році: українців — 70 %, росіян — 29 %, проживають також болгари, білоруси, греки, молдавани, цигани.

### Чисельність населення
| 1959 | 1979 | 1989 | 2001 | 2016 |
| ---- | ---- | ---- | ---- | ---- |
| 7378 | 3954 | 4017 | 3402 | 2860 |

### Мова
Розподіл населення за рідною мовою за даними перепису 2001 року:
| Мова       | Кількість | Відсоток |
| ---------- | --------- | -------- |
| українська | 3023      | 91.41%   |
| російська  | 262       | 7.93%    |
| вірменська | 9         | 0.27%    |
| циганська  | 6         | 0.18%    |
| болгарська | 6         | 0.18%    |
| румунська  | 1         | 0.03%    |
| Усього     | 3307      | 100%     |

## Економіка
- «Агротехсервіс», ВАТ.

## Об'єкти соціальної сфери
- Школа.
- Андріївський будинок дитячої творчості.
- Лікарня.

## Персоналії
В Андріївці народилися:
- Кущ Павло Вікторович — журналіст, письменник, лауреат літературної премії імені Остапа Вишні, лауреат творчого конкурсу «Золоте перо України».
- Потапенко Микола Семенович — Герой Радянського Союзу.
- Синявський Олекса Наумович (1887—1937) — визначний український мовознавець і педагог, професор (1920), провідний діяч у нормуванні української літературної мови (1917—1933), фактичний редактор остаточного тексту «Українського правопису» (1927). Безпідставно заарештований і страчений 1937 року. Жертва сталінського терору.
- Чеканьов Костянтин Іванович — заслужений художник України.